# 伊瓦舍沃农村居民点
伊瓦舍沃农村居民点（俄语：Ивашевское сельское поселение）是俄罗斯联邦伊万诺沃州伊利因斯科耶区所属的一个农村居民点。其下辖有30个居民点，行政中心为伊瓦舍沃。据2016年统计，该农村居民点的人口为1136人。